# Conrad Grefe

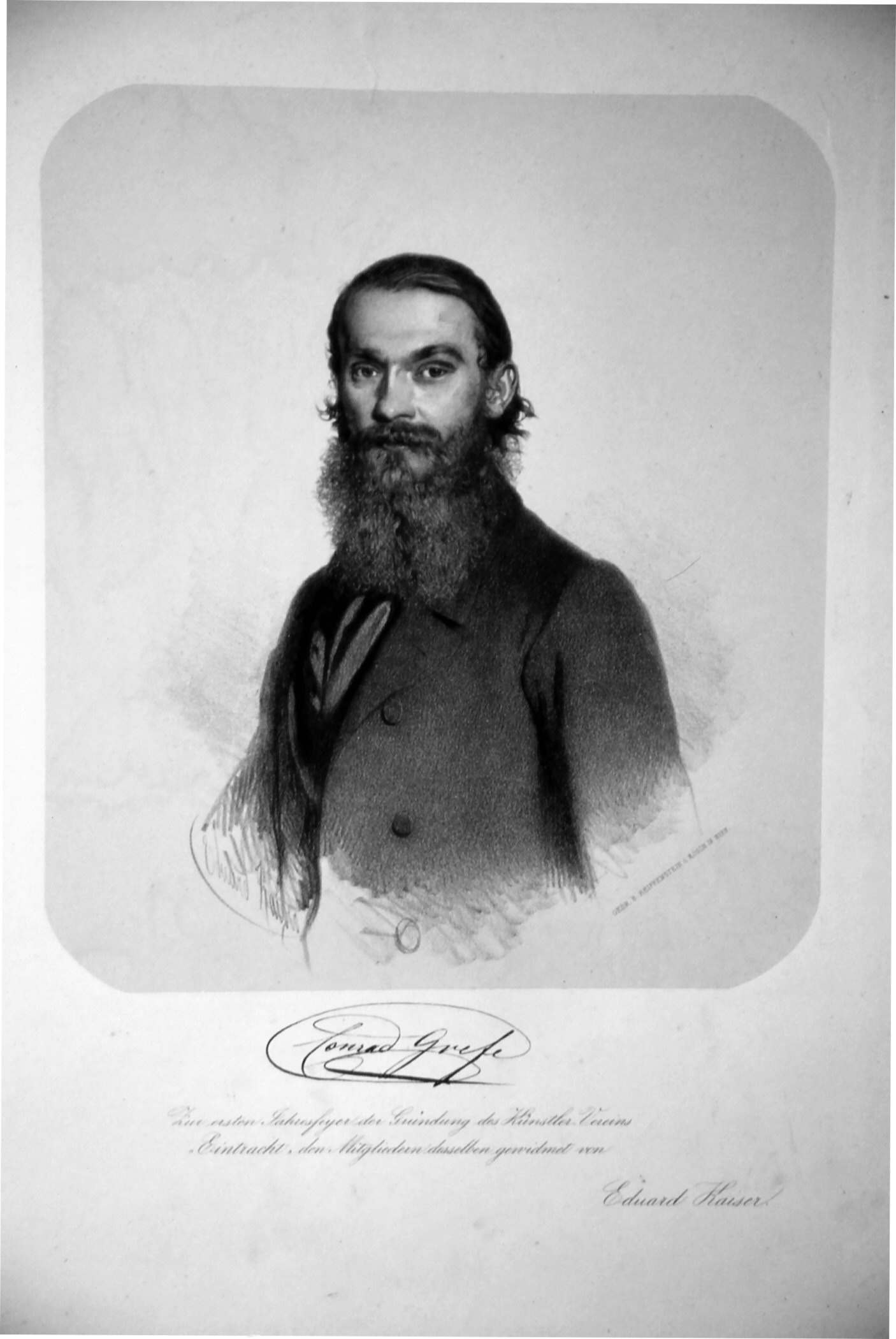
Conrad Grefe, Lithographie von Eduard Kaiser, ca. 1850

Conrad Grefe (* 7. November 1823 in Wien; † 16. August 1907 in Tulbing) war ein österreichischer Maler, Lithograf und Schriftsteller.

## Leben
Grefe studierte 1837 bis 1844 an der Akademie der bildenden Künste in Wien. Nach dem Studium war er vorerst als Landschaftsmaler tätig, verlegte sich dann aber zunehmend auf Lithografien und Radierungen. Daneben war er maßgeblich an der Entwicklung des Zinkflachdruckverfahrens beteiligt, mit dem Vorlagen wie Ölgemälde in hoher Qualität gedruckt werden konnten. Grefe nutzte dieses Verfahren, um eine Reihe von Mappenwerken mit der Darstellung von kunsthistorisch bedeutenden Bauten, aber auch von Landschaften in seiner eigenen, von 1880 bis 1891 nachgewiesenen Lithografischen Anstalt in Wien herauszugeben. Als Vorlagen für die Drucke zog er sowohl eigene Werke wie auch die anderer Künstler heran.
Sein besonderes Interesse galt der Darstellung der österreichischen Alpen. Von 1862 bis 1873 war er Vorstandsmitglied des Oesterreichischen Alpenvereins und gehörte auch der Redaktion des Jahrbuchs des Oesterreichischen Alpenvereins an, für das er auch zahlreiche Illustrationen beisteuerte. 1872/1873 druckte er ein Panorama von Rio de Janeiro des in Kaiserreich Brasilien lebenden Deutschen Emil Bauch.
Grefe war auch schriftstellerisch-historisch tätig und veröffentlichte u. a. auch zur jüdischen Geschichte Wiens.

## Sonstiges
In Wien-Liesing ist seit 1959 die Konrad-Grefe-Gasse nach ihm benannt. Die österreichische Schriftstellerin Anna Hottner-Grefe (1867–1946) war seine Tochter.

## Werke (Auswahl)

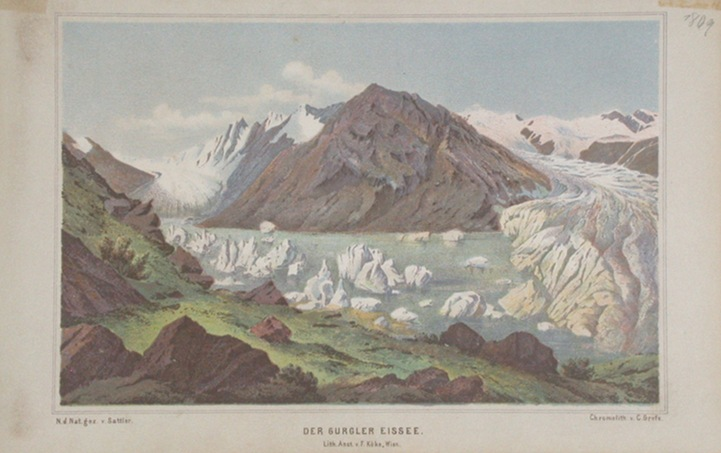
Der Gurgler Eissee. Farblithografie, 1869

- Kirchliche Baudenkmale im Erzherzogthume Österreich unter der Enns. Nach Aquarell-Aufnahmen in Farbendruck dargestellt. Wien 1861.
- Beiträge zur Geschichte der Israeliten in Wien. Wien 1891.
- Gedenkbuch der hervorragendsten Männer und Frauen Österreichs vom Regierungsbeginne der Habsburgischen Dynastie bis zur Gegenwart. Wien 1893. (zusammen mit seiner Tochter Anna Grefe).
- Unser altes Wien. Herausgegeben von Conrad Greve. Wien 1894.
- Alt-Oesterreich. Herausgegeben und im Verlage von Conrad Grefe. Wien 1899.
- Panorama von der Spitze des Großglockner. Nach der Natur gem. von Marcus Pernhart. Chromolithographirt v. Conrad Grefe. Herausgegeben vom Oesterreichischen Alpenverein. Wien o. J.